# دوري سان مارينو 1999–2000
دوري سان مارينو 1999–2000 (بالإيطالية: Campionato Dilettanti 1999-2000)‏ هو الموسم 15 من دوري سان مارينو. أشرف على تنظيمه اتحاد سان مارينو لكرة القدم، وكان عدد الأندية المشاركة فيه 16، وفاز فيه فولغوري فالتشانو.